# Дизъюнкция
Дизъю́нкция (от лат. disjunctio — «разобщение»), логи́ческое сложе́ние, логи́ческое ИЛИ, включа́ющее ИЛИ; иногда просто ИЛИ — логическая операция, по своему применению максимально приближённая к союзу «или» в смысле «или первый, или второй, или первый и второй».
Дизъюнкция может быть операцией как бинарной (имеющей два операнда), так и {\displaystyle n}-арной (имеющей {\displaystyle n} операндов) для произвольного {\displaystyle n}.
Запись может быть префиксной — знак операции стоит перед операндами (польская запись), инфиксной — знак операции стоит между операндами или постфиксной — знак операции стоит после операндов. При числе операндов более двух префиксная и постфиксная записи экономичнее.
Инверсией дизъюнкции является стрелка Пирса.

## Обозначения
Наиболее часто встречаются следующие обозначения для операции дизъюнкции:
{\displaystyle a\lor b,\;a} || {\displaystyle b,\;a} | {\displaystyle b,\;a~{\mbox{OR}}\,\,b}{\displaystyle ,\;\max(a,b).}
При этом обозначение {\displaystyle a\lor b}, рекомендованное международным стандартом ISO 31-11, наиболее широко распространено в современной математике и математической логике. Появилось оно не сразу: Джордж Буль, положивший начало систематическому применению символического метода к логике, не работал с дизъюнкцией (используя вместо неё строгую дизъюнкцию, которую обозначал знаком +), а Уильям Джевонс предложил для дизъюнкции знак ·|·. Эрнст Шрёдер и П. С. Порецкий вновь использовали знак +, но уже применительно к обычной дизъюнкции. Символ {\displaystyle \lor } как обозначение дизъюнкции впервые встречается в статье «Математическая логика, основанная на теории типов» Бертрана Рассела (1908); он образован от лат. vel, что означает «или».
Обозначение ⋁ для дизъюнкции было использовано и в раннем языке программирования Алгол 60. Однако из-за отсутствия соответствующего символа в стандартных наборах символов (например, в ASCII или EBCDIC), применявшихся на большинстве компьютеров, в получивших наибольшее распространение языках программирования были предусмотрены иные обозначения для дизъюнкции. Так, в Фортране IV и PL/I применялись соответственно обозначения .OR. и | (с возможностью замены последнего на ключевое слово OR); в языках Паскаль и Ада используется зарезервированное слово or; в языках C и C++ применяются обозначения | для побитовой дизъюнкции и || для логической дизъюнкции).
Наконец, при естественном упорядочении значений истинности двузначной логики (когда полагают, что {\displaystyle 0<1}), оказывается, что {\displaystyle (a\lor b)\,=\,\max(a,b).} Таким образом, дизъюнкция оказывается частным случаем операции вычисления максимума; это открывает наиболее естественный способ определить операцию дизъюнкции в системах многозначной логики.

## Булева алгебра
Логическая функция MAX в двухзначной (двоичной) логике называется дизъюнкция (логи́ческое «ИЛИ», логи́ческое сложе́ние или просто «ИЛИ»). При этом результат равен наибольшему операнду.
В булевой алгебре дизъюнкция — это функция двух, трёх или более переменных (они же — операнды операции, они же — аргументы функции). Таким образом, результат равен {\displaystyle 0}, если все операнды равны {\displaystyle 0}; во всех остальных случаях результат равен {\displaystyle 1}.
| Таблица истинности | Таблица истинности | Таблица истинности      |
| ------------------ | ------------------ | ----------------------- |
| {\displaystyle a}  | {\displaystyle b}  | {\displaystyle a\lor b} |
| {\displaystyle 0}  | {\displaystyle 0}  | {\displaystyle 0}       |
| {\displaystyle 0}  | {\displaystyle 1}  | {\displaystyle 1}       |
| {\displaystyle 1}  | {\displaystyle 0}  | {\displaystyle 1}       |
| {\displaystyle 1}  | {\displaystyle 1}  | {\displaystyle 1}       |

Таблица истинности для тернарной (трёхоперандной) дизъюнкции:
| {\displaystyle a} | {\displaystyle b} | {\displaystyle c} | {\displaystyle a\lor b\lor c} |
| ----------------- | ----------------- | ----------------- | ----------------------------- |
| 0                 | 0                 | 0                 | 0                             |
| 0                 | 0                 | 1                 | 1                             |
| 0                 | 1                 | 0                 | 1                             |
| 0                 | 1                 | 1                 | 1                             |
| 1                 | 0                 | 0                 | 1                             |
| 1                 | 0                 | 1                 | 1                             |
| 1                 | 1                 | 0                 | 1                             |
| 1                 | 1                 | 1                 | 1                             |

## Многозначная логика
Операция, называемая в двоичной логике дизъюнкция, в многозначных логиках называется максимум: {\displaystyle max(a,b)}, где {\displaystyle a,b\in [0,...,n-1]}, а {\displaystyle n} — значность логики. Возможны и другие варианты[чего?]. Как правило, стараются сохранить совместимость с булевой алгеброй для значений операндов {\displaystyle 0,1}.
Название этой операции максимум имеет смысл в логиках с любой значностью, в том числе и в двоичной логике, а названия дизъюнкция, логи́ческое «ИЛИ», логическое сложе́ние и просто «ИЛИ» характерны для двоичной логики, а при переходе к многозначным логикам используются реже.

## Классическая логика
В классическом исчислении высказываний свойства дизъюнкции определяются с помощью аксиом. Классическое исчисление высказываний может быть задано разными системами аксиом, и некоторые из них будут описывать свойства дизъюнкции. Один из самых распространённых вариантов включает 3 аксиомы для дизъюнкции:
- {\displaystyle a\to a\lor b}
- {\displaystyle b\to a\lor b}
- {\displaystyle (a\to c)\to ((b\to c)\to ((a\lor b)\to c))}

С помощью этих аксиом можно доказать другие формулы, содержащие операцию дизъюнкции. Обратите внимание, что в классическом исчислении высказываний не происходит вычисления результата по значениям операндов (как в булевой алгебре), а требуется доказать формулу как единое целое на основе аксиом и правил вывода.

## Схемотехника

Логический элемент 2ИЛИ

Мнемоническое правило для дизъюнкции с любым количеством входов звучит так: На выходе будет:
- «1» тогда и только тогда, когда хотя бы на одном входе есть «1»,
- «0» тогда и только тогда, когда на всех входах «0»

## Теория множеств
С точки зрения теории множеств, дизъюнкция аналогична операции объединения.

## Программирование
В компьютерных языках используется два основных варианта дизъюнкции: логическое «ИЛИ» и побитовое «ИЛИ». Например, в языках C/C++/Perl/PHP логическое «ИЛИ» обозначается символом "||", а побитовое — символом "|". В языках Pascal/Delphi оба вида дизъюнкции обозначаются с использованием ключевого слова «or», а результат действия определяется типом операндов. Если операнды имеют логический тип (например, Boolean) — выполняется логическая операция, если целочисленный (например, Byte) — поразрядная.
Логическое «ИЛИ» применяется в операторах условного перехода или в аналогичных случаях, когда требуется получение результата {\displaystyle false} или {\displaystyle true}. Например:
```
if
 
(
a
 
||
 
b
)

{

    
/* какие-то действия */

};

```

Результат будет равен {\displaystyle false}, если оба операнда равны {\displaystyle false} или {\displaystyle 0}. В любом другом случае результат будет равен {\displaystyle true}.

При этом применяется стандартное соглашение: если значение левого операнда равно {\displaystyle true}, то значение правого операнда не вычисляется (вместо {\displaystyle b} может стоять сложная формула). Такое соглашение ускоряет исполнение программы и служит полезным приёмом в некоторых случаях. Компилятор Delphi поддерживает специальную директиву, включающую 
```
{$B-}

```

 или выключающую 
```
{$B+}

```

 подобное поведение. Например, если левый операнд проверяет необходимость вычисления правого операнда:
```
if
 
(
a
 
==
 
NULL
 
||
 
a
->
x
 
==
 
0
)

{

    
/* какие-то действия */

};

```

В этом примере, благодаря проверке в левом операнде, в правом операнде никогда не произойдёт разыменования нулевого указателя.
Побитовое «ИЛИ» выполняет обычную операцию булевой алгебры для всех битов левого и правого операнда попарно. Например,
| если      |                              |
| a =       | {\displaystyle 01100101_{2}} |
| b =       | {\displaystyle 00101001_{2}} |
| то        |                              |
| a ИЛИ b = | {\displaystyle 01101101_{2}} |

## Связь с естественным языком
Часто указывают на сходство между дизъюнкцией и союзом «или» в естественном языке, когда он употребляется в смысле «или то, или то, или оба сразу». В юридических документах часто пишут: «и (или)», иногда «и/или», подразумевая «или то, или то, или оба сразу». Составное утверждение «A и/или B» считается ложным, когда ложны оба утверждения A и B, в противном случае составное утверждение истинно. Это в точности соответствует определению дизъюнкции в булевой алгебре, если «истину» обозначать как {\displaystyle 1}, а «ложь» как {\displaystyle 0}.
Неоднозначность естественного языка заключается в том, что союз «или» используется в двух значениях: то для обозначения дизъюнкции, то для другой операции — строгой дизъюнкции (исключающего «ИЛИ»).